# Fleurac (Charente)
Fleurac – miejscowość i gmina we Francji, w regionie Nowa Akwitania, w departamencie Charente.
Według danych na rok 1990 gminę zamieszkiwały 244 osoby, a gęstość zaludnienia wynosiła 112 osób/km² (wśród 1467 gmin regionu Poitou-Charentes Fleurac plasuje się na 760. miejscu pod względem liczby ludności, natomiast pod względem powierzchni na miejscu 1140.).